# La muela del rey Farfán
La muela del rey Farfán és una sarsuela infantil, còmico-fantàstica, en 1 acte, dividit en 5 quadres, amb llibret de Serafín i Joaquín Álvarez Quintero i música d'Amadeu Vives, estrenada al Teatro Apolo de Madrid, el 28 de desembre de 1909. L'estrena a Barcelona fou al Teatre Eldorado de Barcelona, 3 dies més tard (31 de desembre).

## Context
L'obra fou estrenada a Madrid en una sessió de les anomenades "dels Innocents", tradicionals representacions dels dies 28 de desembre. Les crítiques no van ser favorables, i segons alguns diaris va ser un èxit de públic, però segons altres va ser un absolut fracàs. Els decorats van anar a càrrec d'Arregui i Arnejo. El diari La correspondencia de España va indicar que l'obra va patir d'una excessiva durada, començant a dos quarts de quatre de la tarda i terminant una mica més tard de les nou del vespre.
L'estrena de Barcelona no va rebre millors crítiques, destacant la premsa la dolenta presentació de l'obra.

## Personatges
| Paper                          | Tessitura | Intèrprets de l'estrena 28 de desembre de 1909 (dir: -) |
| ------------------------------ | --------- | ------------------------------------------------------- |
| La Princesa Suspiritos         | soprano   | María Palou                                             |
| La Condesa de los Agravios     |           | Joaquina del Pino                                       |
| La Reina                       |           | Pilar Vidal                                             |
| Doña Guiomar, dama de la reina |           | Aurora Rodríguez                                        |
| Alelía, dona de Febea          | soprano   | Araceli Sánchez-Imaz                                    |
| La Niña de Cobre               |           | Dionisia Lahera                                         |
| Coralina                       |           | Elisa Moreu                                             |
| Garza                          | soprano   | Araceli Sánchez-Imaz                                    |
| Corza                          |           | Felisa Torres                                           |
| Una Dueña                      |           | Antonia Espinosa                                        |
| El rey Farfán I el Dolorido    |           | José Moncayo                                            |
| Tomillo, jardiner              |           | Emilio Carreras                                         |
| El Condestable                 |           | Pedro Ruiz de Arana                                     |
| Lisardo, filòsof               |           | Carlos Rufar                                            |
| Tazmín, trobador               |           | Consuelo Mayendía                                       |
| Pero Pérez, cortesà            |           | Antonio P. Soriano                                      |
| Samuel, físic vell             |           | José Mesejo                                             |
| Benjamín, físic jove           |           | Luis Manzano                                            |
| Peralada                       |           | Miguel Mihura                                           |
| El Chanciller                  |           | Vicente García Valero                                   |
| El Confesor                    |           | Manuel Sánchez                                          |
| Revuelo, bufó                  |           | Vicente Carrión                                         |
| Barrabasino, nan               |           | Alfonso Gómez                                           |
| Peransúrez                     |           | Diego Gordillo                                          |
| Perafán                        |           | Emilio Moreno                                           |

## Argument[6]
Lloc: cort de Chilindrina, país ric i pròsper de l'antiguitat.
Època: època del regnat de Farfán I l'Adolorit, qui va pujar al tron després de la mort d'Hernán III El Coix.

### Quadre I
Cambra al Palau de Chilindrina. El cortesà Pero Pérez surt a un balcó del palau per informar que el rei Farfan no ha pogut dormir pel dolor de queixals. Repeteix l'acció a un altre balcó. El Conestable i la senyora Guiomar comenten la mala nit del rei. Apareix la reina, amoïnada per l'estat del rei. Per fi apareix el rei, vestit com el Rei de Copes de la baralla, però amb un embenat que li tapa un costat de la cara. La reina i el confessor li pregunten si escoltarà ara a la seva filla, la Princesa Suspiritos. Arriba doncs la princesa, i canta la seva soledat a la torre, somniant amb el Príncep Lindo. Una coloma li ha dit que l'única manera de curar el queixal del rei passa perquè el rei dona la seva aprovació als amors de la princesa. El rei torna a enviar la princesa a la torre, no fent cas de les seves peticions. La reina i les seves dames es retiren.
El Chanciller informa el rei de l'arribada d'importants físics (metges) que l'ajudaran amb el seu problema. El Chanciller li explica les grans curacions de cadascú d'ells, i el rei accepta que passin a veure'l. El primer, Samuel, diu que el queixal està sa, però la geniva malalta. El segon, Benjamín, diu que és el queixal el que està malalt, i la geniva sana. Un li diu que mengi dolços i es netegi la boca amb aigua de mar, i l'altre que no mengi dolços ni faci ablucions amb aigua de mar.
Torna la reina, acompanyada del filòsof Lisardo, que vol parlar amb el rei. Li vol dir que el mal del rei és psíquic, i que per alliberar-se del mal li han de fer música, ha de veure ballarins, bufons i joglars, i divertir-se. Dansen, canten i reciten poemes, i a tots el rei els tracta com a tirà i el dolor no cedeix. Se senten sorolls dins el palau: la princesa Suspiritos ha fugit per la porta secreta que s'obre al jardí. El rei mana a Peralada sortir amb tots els soldats disponibles per cercar la princesa.

### Quadre II
Un carrer de Chilindrina. La Niña de Cobre i un grapat de nens canten les desventures de la princesa Suspiritos.

### Quadre III
Selva de la Por. Entren a escena la princesa i el jardiner Tomillo. Van cap al castell del Príncep Lindo, i després de veure passar un estrany ocell troben l'entrada d'una gruta. La princesa crida un "hola!" per si hi ha algú dins la gruta. Surt Barrabasino, el nan. Reconeix a la princesa, i li diu que va camí de trobar al príncep, i que la princesa necessitarà les tres filles del nan, Garza, Corza i Coralina. Les fa sortir, i elles informen la princesa que l'ocell que han vist l'ajudarà, què és l'ocell del si i del no. Per dir que sí els seus ulls grocs es tornen verds, i per dir que no es tornen vermells. La princesa li pregunta a l'ocell si hi ha algun perill imminent, i els ulls de l'ocell es tornen verds. Li pregunta aleshores si ella es casarà amb algú que no sigui el Príncep Lindo, i els ulls es tornen vermells. Per fi li pregunta si el rei es curarà dels seus dolors, i els ulls de l'ocell tornen al seu color, no ha dit ni sí ni no.
El nan s'adona que arriben gents d'armes, i la princesa demana asil a la gruta per ella i el jardiner. Les filles del nan li expliquen que no la poden deixar passar, que qui entra sense ser família mai sortirà de la gruta i romandrà com una estàtua de gel, per un encanteri. La princesa i Tomillo s'han de col·locar sota l'ombra d'un arbre, on seran invisibles. Quan arribin els soldats, les tres filles els faran entrar d'un en un. Entren doncs en la gruta el nan i les filles, quan arriben quatre soldats comandats per Peralada, Peransúrez i Perafán. No veuen ni a la princesa ni a Tomillo. Mentre els comandants parlen entre ells, Tomillo xiula repetidament (acostuma a fer-ho sovint, no ho pot evitar). Surten les filles de la gruta i els conviden a passar a dins. Entre Perafán, i Tomillo no pot evitar dir en veu alta: "ja ha entrat un!". Aleshores ell i la princesa es tornen visibles, i són fets presoners de Peralada i Peransúrez. Mentre marxen cap al palau del rei, amb els quatre soldats, Tomillo no pot deixar de xiular.

### Quadre IV
El mateix carrer de Chilindrina del quadre II. El cor canta la tornada de la princesa al palau, i com ella està convençuda de que només el seu amor pel príncep Lindo podrà curar el mal del rei.

### Quadre V
Saló del tron del palau reial. El rei i la reina, asseguts al tron, escolten les paraules de la princesa, que diu que de cent vegades que pugui fer-ho cent vegades s'escaparà per trobar al seu príncep Lindo. El mal de queixal no deixa al rei reaccionar, just quan entra a la cambra del tron la Contesa de los Agravios (Contesa dels Greuges), que afirma que curarà al rei. Arriba amb el rostre tapat, i quan li pregunten qui és ella només respon que curarà al rei, sense medicaments. El rei reacciona furiós, però la contesa li fa besar la seva mà dreta, a sobre la qual hi ha una gota de sang. Ho fa el rei, i nota a l'instant un cert alleujament del dolor. Fa aleshores repetir al rei un seguit de frases: "amor, per qui engendri l'amor; dolor, per qui engendri el dolor!". En acabar, el rei es troba curat, i la contesa deixa veure qui és ella. En un temps, els greuges del rei amb ella li van fer adoptar aquest títol de Contesa de los Agravios, i ara, diu al rei, la sanació del rei queda sota un principi del bé i del mal: si el rei dona la felicitat als súbdits llavors serà venturós, si els dona dolor, llavors patirà de grans dolors. El rei que no la creu intenta que Peralada la faci assotar, i aleshores el dolor del queixal torna irreprimible, veient-se obligat el rei a canviar d'opinió.
Aprofita doncs la princesa per demanar a son pare poder-se casar amb el príncep Lindo, i quan el rei intenta dir que no, li torna el dolor, i acaba acceptant la boda. Tots es feliciten, i acaba així l'obra.